# 黑背蛇䲁
黑背蛇䲁（學名：Ophiclinus gracilis），為輻鰭魚綱䲁形目胎䲁科蛇䲁屬的一個種，分布於印度西太平洋澳洲南部海域，本魚體細長，體橙色至白色，身體上側有一條不規則的深褐色寬條紋，從鼻子穿過眼睛到尾根上部，沿著身體中後部有較淺的斑點和斑塊，背鰭和臀鰭呈褐色，後部有深色和淺色交替的斑塊，尾鰭褐色，邊緣不規則白色，胸鰭呈淺暗色，體長可達10公分，棲息在泥底質海床，雌魚產附著性卵，雄魚會守護卵，幼魚為浮游性，生活習性不明。